# Okameneli les
Okamneli les (iz latinskega korena petro, ki pomeni 'skala' ali 'kamen' dobesedno les se je spremenil v kamen) je ime, ki je bilo dano posebni vrsti fosiliziranih ostankov kopenske vegetacije. Okamenelost je posledica drevesa ali drevesu podobnih rastlin, ki jih je nadomestil kamen s postopkom mineralizacije, ki pogosto vključuje permineralizacijo in zamenjavo. Organski materiali, ki tvorijo celične stene, so razmnoženi z minerali (večinoma s silikatom, kot so opali, kalcedon ali kremen). V nekaterih primerih se lahko delno ohrani prvotna struktura stebelnega tkiva. Za razliko od drugih rastlinskih fosilov, ki so običajno odtisi ali kompresije, je okameneli les tridimenzionalni prikaz prvotnega organskega materiala.
Postopek okamnitve se zgodi pod zemljo, ko se les zakopa v z vodo nasičen sediment ali vulkanski pepel. Prisotnost vode zmanjša razpoložljivost kisika, ki zavira aerobno razgradnjo bakterij in gliv. Z minerali obremenjena voda, ki teče skozi usedline, lahko privede do permineralizacije, ki se pojavi, ko se minerali oborijo iz raztopine in napolnijo notranjost celic in drugih praznih prostorov. Med zamenjavo celične stene rastline delujejo kot predloga za mineralizacijo. Obstajati mora ravnovesje med razpadanjem celuloze in lignina ter predloge mineralov, da se celični detajli zvesto ohranijo. Večina organskih snovi se pogosto razgradi, lahko pa ostane tudi del lignina. Kremen v obliki Opal-A lahko razmeroma hitro vpije in prežema les v okoljih z vročimi izviri. Vendar pa je okameneli les najpogosteje povezan z drevesi, ki so bila pokopana v drobnozrnatih sedimentih delt in poplavnih ravnic ali vulkanskih laharjev in pepela. Gozd, kjer je tak material okamenel, postane znan kot okamenel gozd.

## Elementi
Elementi, kot so mangan, železo in baker v vodi / blatu med petrifikacijo, dajejo okamnelemu lesu različne barvne razpone. Čisti kvarcni kristali so brezbarvni, toda ko se postopku dodajo onesnaževalci, kristali dobijo rumen, rdeč ali drug odtenek.
Sledi seznam onesnaževalnih elementov in sorodnih barvnih odtenkov:
- ogljik - Črna
- krom - zelena / modra
- kobalt - zelena / modra
- baker - zelena / modra
- železovi oksidi - rdeči, rjavi in rumeni
- mangan - roza / oranžna
- manganovi oksidi - črnasto / rumeni
- silicijev dioksid - prozoren / bel / siv

Okamenel les lahko ohrani prvotno strukturo stebla v vseh njegovih podrobnostih do mikroskopske ravni. Strukture, kot so drevesni obroči in različna tkiva, so pogosto opažene značilnosti.
Okamenel les je fosil, v katerem so organske ostanke v počasnem postopku nadomeščanja s kamni nadomestili minerali. Ta postopek okamnitve na splošno povzroči mineralizacijo kremenovega kalcedona. Za pretvorbo podrtega stebla v fosilni ali okamneli les morajo biti izpolnjeni posebni redki pogoji. Na splošno se odpadle rastline pokopljejo v okolju brez kisika (anaerobno okolje), ki ohranja prvotno strukturo rastlin in splošen videz. Drugi pogoji so reden dostop do mineralne vode, ki je v stiku s tkivi in nadomešča organsko rastlinsko strukturo z anorganskimi minerali. Končni rezultat je okameneli les, rastlina s prvotno osnovno strukturo, ki jo je nadomestil kamen.

## Uporaba
Po veliki gospodarski krizi v ZDA v 1930-ih so se ljudje začeli zgrinjati v gore in puščave v upanju, da bodo odkrili kakršno koli kamnino, kamen ali dragulj, ki bi ga lahko kot vir dohodka spremenili v nakit. Odkrit je bil izbor kamnin, ki so vključevali okamenel gozd. Rockhounding, kot bi mu rekli ljubitelji, je postal zelo priljubljen. Številni klubi so se začeli ustanavljati po vseh ZDA. Kmalu po tem so zbiralci začeli ustanavljati prodajalne kamnin, kjer so svoje blago lahko prodali javnosti. Skozi leta so rockhounders izpopolnjevali svojo obrt v izdelavi nakita z najrazličnejšimi tehnikami, opremo in kalupi. Prva generacija z izkušnjami svoje obrti, so kmalu naučili kolege amaterje teh spretnosti.
Okamenel les lahko uporabimo v nakitu, v ljudski medicini in žagamo v ploščah za mize in urne številčnice.

## Nahajališča
Območja z velikim številom okamenelih dreves so:

### Afrika
- Egipt - okameneli gozd ob cesti Kairo-Suez, ki ga je ministrstvo za okolje razglasilo za nacionalni protektorat, tudi na območju Novega Kaira na razširitvi mesta Nasr, El Qattamiyya v bližini okrožja El Maadi in oaze Al Farafra.[10]
- Libija - Veliko peščeno morje - na stotine kvadratnih kilometrov okamenelih debel, vej in drugih ostankov, pomešanih z artefakti iz kamene dobe
- Madagaskar - severozahodna obala [11]
- Namibija – okameneli gozd v Damaralandu
- Sudan - okamenel gozd severno od El-Kurruja [12]

### Azija
- Kitajska - v Junggarski kotlini v mestu Šindžjang je vlada severozahodne Kitajske sprejela ukrepe za zbiranje tega gradiva.
- Indija - zaščitena geološka najdišča, znana po okamnelem lesu, so Nacionalni park fosilnih gozdov, Tiruvakkarai (20 milijonov let stari fosili) in Lesni fosilni park Akal (180 milijonov let stari fosili). Okameneli les so odkrili tudi v Dholaviri v mestu Kutč v zvezni državi Gudžarat iz obdobja 187–176 milijonov let.[13]
- Japonska - v Sendai City Tomizawa Site Museum je ohranjen fosiliziran gozd
- Indonezija - okameneli les pokriva več območij v Bantenu in tudi v nekaterih delih narodnega parka Mount Halimun Salak.
- Izrael - več primerov okamenelega lesa se pojavlja v HaMakhtesh HaGadol v puščavi Negev.
- Pakistan - Sindh - Dadu - okameneli gozd v narodnem parku Khirthar
- Saudova Arabija - okameneli gozd severno od Riada
- Tajska - okameneli gozdni park Bantak v okrožju Ban Tak [14]

### Oceanija
- Avstralija - ima nahajališča okamenelega in opaliziranega lesa. Chinchilla v Queenslandu je znana po svoji 'Chinchilla Red'.
- Nova Zelandija:
  - Zaliv Curio na obali Catlins vsebuje veliko primerov okamenelega lesa.
  - Fosilni gozd, Takapuna, Auckland

### Evropa
- Belgija - Geosite Goudberg blizu Hoegaardena.[15]
- Češka, Nová Paka - najbolj znano območje na permsko-karbonskih kamninah na Češkem.
- Francija - okameneli gozd v vasi Champclauson [16]
- Gruzija - Naravni spomenik okamenelega gozda Goderdzi.[17]
- Nemčija - v prirodoslovnem muzeju v Chemnitzu je zbirka okamenelih dreves iz okamnelega gozda Chemnitz in situ, ki ga v mestu najdemo od leta 1737.
- Grčija - Okameneli gozd Lesvos na zahodni konici otoka Lesbos je verjetno največji izmed okamenelih gozdov, ki zajema površino več kot 150 km2 in je bil leta 1985 razglašen za nacionalni spomenik. Velika, pokončna debla s koreninskimi sistemi, pa tudi debla dolga do 22 m.
- Italija:
  - Foresta fossile di Dunarobba, okameneli gozd v bližini Avigliano Umbro, Umbrija (Srednja Italija), starost Piacenzian.
  - Foresta pietrificata di Zuri - Soddì, okameneli gozd v bližini Soddìja (provinca Oristano, Sardinija), starost chattian-akvitanije.
- Ukrajina - okamenela debla araukarije v bližini Druzhkivke
- Združeno kraljestvo
  - Fossil Grove, Glasgow, Škotska
  - Fosilni gozd, Dorset, Anglija

### Severna Amerika
- Kanada - v badlands južne Alberte; okameneli les je provincialni kamen Alberte. Otok Axel Heiberg v Nunavutu ima velik okamenel gozd. V in okoli reke Severni Saskatchewan, okrog območja Edmonton. Blanche Brook v Stephenvillu na Novi Fundlandiji ima primere, stare 305 milijonov let.[18]
- Združene države Amerike - kamniti gozdovi so:
  - Park okameneli gozd v Lemmonu v Južni Dakoti
  - Državni park Ginkgo / Wanapum v zvezni državi Washington
  - Nacionalni park okameneli gozd v Arizoni
  - Okameneli gozd v Kaliforniji
  - Okameneli gozd Mississippi Flora, Mississippi
  - Nacionalni spomenik Florissant Fossil Beds blizu Florissant, Kolorado
  - Okamneli gozd Yellowstone in Okamenel gozd Gallatin, Nacionalni park Yellowstone, Wyoming
  - Južna enota narodnega parka Theodore Roosevelt izven Medore v Severni Dakoti
  - Gilboa Fossil Forest, New York
  - Okameneli gozd Black Hills v Južni Dakoti
  - Državni park okameneli gozd Escalante v Utahu
  - Puščava Agate v dolini reke Upper Rogue blizu Medforda v Oregonu
  - Fosilni gozd v regiji Catskill blizu Kaira v New Yorku [19]
  - Državni park Valley of Fire v Nevadi

### Južna Amerika
- Argentina - okamneli gozd Sarmiento in okamneli gozd Jaramillo v provinci Santa Cruz v argentinski Patagoniji imata veliko dreves, ki v premeru merijo več kot 3 m in so dolga 30 m.[20]
- Brazilija:
  - v geoparku Paleorrota je ogromno območje z okamnelim drevjem.[21]
  - V gozdu dediščine
  - Monumento Natural das Árvores Fossilizadas ("Naravni spomenik fosilnih dreves") v Tocantinih: okameneli gozdovi dicksoniaceae (zlasti Psaronius in Tietea singularis) in artropitys
  - Okamenele gozdove dicksoniaceae (zlasti Psaronius in Tietea singularis) in arthropitys najdemo tudi v zvezni državi São Paulo [22]
  - Floresta Fóssil de Teresina v bližini Rio Poti, Piauí, Permian (pred približno 280–270 milijoni let).
- Ekvador - okamneli gozd Puyango - ena največjih zbirk okamenelega lesa na svetu.[23]

## Galerija
- Poliran okamneli les
- Polirana rezina okamenelega lesa